# Myriozoum serratum
Myriozoum serratum is een mosdiertjessoort uit de familie van de Myriaporidae. De wetenschappelijke naam van de soort is voor het eerst geldig gepubliceerd in 1952 door Mawatari.